# Synodus randalli
Espèce
Statut de conservation UICN

 DD 03 mars 2015 : Données insuffisantes
Synodus randalli est une espèce de poissons de la famille des Synodontidae.

## Systématique
L'espèce Synodus randalli a été décrite pour la première fois en 1981 par biologiste américain Roger Frank Cressey (d) (1930-2001).

## Distribution
Cette espèce se croise au large des côtes ouest de l'océan Indien et dans la mer Rouge, plus particulièrement au large de la Tanzanie, de Madagascar de la Somalie et dans le golfe d'Aqaba, à des profondeurs variant de 6 à 146 m.

## Description
Synodus randalli peut mesurer jusqu'à 11,3 cm.

## Étymologie
Son épithète spécifique, randalli, est un hommage à l'ichtyologue étasunien John Ernest Randall (1924-2020).

## Écologie et environnement
Synodus randalli chasse en enfouissant son corps dans les sédiments et en capturant les proies qui passent à proximité.

## Publication originale
- (en) Roger Cressey, « Revision of Indo- West Pacific lizardfishes of the genus Synodus (Pisces: Synodontidae) », Smithsonian Contributions to Zoology, no 342,‎ 1981, p. 1-53 (ISSN 0081-0282 et 1943-6696, DOI 10.5479/SI.00810282.342, lire en ligne).